# Elecciones presidenciales de Finlandia de 1950
Las elecciones presidenciales de Finlandia de 1950 se llevaron a cabo entre el 16 y 17 de enero, siendo la primera elección directa del Presidente de la República desde 1937 (con elecciones indirectas teniendo lugar en 1940, 1943 y 1946). La elección continuó siendo en cierto modo indirecta, ya que la población debía elegir 300 miembros de un Colegio Electoral, encargado de elegir al Presidente. El presidente en ejercicio, Juho Kusti Paasikivi, de la gobernante Coalición Nacional, se presentó para la reelección, siendo apoyado por el Partido Socialdemócrata de Finlandia, el Partido del Pueblo Sueco de Finlandia y el Partido Nacional Progresista, y obtuvo un triunfo aplastante, reuniendo casi un millón de votos y 171 electores.

## Resultados
| Candidato                | Partido/Alianza                     | Partido/Alianza                        | Votos     | %    | Colegio Electoral | Colegio Electoral |
| ------------------------ | ----------------------------------- | -------------------------------------- | --------- | ---- | ----------------- | ----------------- |
| Juho Kusti Paasikivi     | Candidatura de Juho Kusti Paasikivi | Coalición Nacional                     | 360.789   | 22.9 | 68                | 171               |
| Juho Kusti Paasikivi     | Candidatura de Juho Kusti Paasikivi | Partido Socialdemócrata de Finlandia   | 343.828   | 21.8 | 64                | 171               |
| Juho Kusti Paasikivi     | Candidatura de Juho Kusti Paasikivi | Partido Popular Sueco                  | 139.318   | 8.8  | 24                | 171               |
| Juho Kusti Paasikivi     | Candidatura de Juho Kusti Paasikivi | Partido Nacional Progresista           | 84.956    | 5.4  | 15                | 171               |
| Mauno Pekkala            | Mauno Pekkala                       | Ligar Popular Democrática de Finlandia | 338.035   | 21.4 | 67                | 67                |
| Urho Kekkonen            | Urho Kekkonen                       | Liga Agraria                           | 309.060   | 19.6 | 62                | 62                |
| Otros                    | Otros                               | Otros                                  | 1.057     | 0.1  | 0                 | 0                 |
| Votos en blanco/anulados | Votos en blanco/anulados            | Votos en blanco/anulados               | 8.792     | –    | –                 | –                 |
| Total                    | Total                               | Total                                  | 1.585.835 | 100  | 300               | 300               |
| Fuente: Nohlen & Stöver  |                                     |                                        |           |      |                   |                   |